# Alfred Jules Ayer
Alfred Jules (A.J.) Ayer, född 29 oktober 1910 i London, död 27 juni 1989 i London, var en brittisk filosof som gjort sig känd för böckerna Language, Truth, and Logic och The Problem of Knowledge. Han ansågs vara den logiska positivismens främste representant i Storbritannien och hans huvudintressen låg således i språk, epistemologi och vetenskapsteori.

## Biografi
Ayer föddes i en välbärgad familj. Hans mor var av holländsk-judisk härkomst och hans far var schweizisk kalvinist. Han växte upp i St John's Wood i London och utbildades i de humanistiska ämnena på Eton College. Han tjänstgjorde sedan i militären under andra världskriget där han för en tid arbetade inom underrättelsetjänsten. Han var känd för att vara en mycket social och charmig person som tyckte om att dansa i Londons nattklubbar. Han var gift fyra gånger och var vän till bland andra Isaiah Berlin och Stuart Hampshire.
Ayer var ateist hela sitt liv och följde i Bertrand Russells fotspår genom att debattera religion med bland andra den jesuitiske akademikern Frederick Copleston.
Ayer var förknippad med den brittiska humanistiska rörelsen och var bland annat ordförande i Storbritanniens humanistiska förbund, British Humanist Association, åren 1965–1970. Han föreläste flera gånger i USA och tjänstgjorde dessutom som gästprofessor på Bard College år 1987. 
Strax innan sin död 1989 fick Ayer en hel del publicitet efter att ha erfarit en näradödenupplevelse. Detta har av många misstolkats som en indikation på att han vandrat ifrån sin livslånga religiösa skepticism. Om upplevelsen ska Ayer ha sagt: "den försvagade aningen min övertygelse att min död... blir mitt slut, även om jag fortsätter hoppas att den blir det". Bara några dagar senare tog han tillbaka uttalandet och sade: "Vad jag borde sagt var att mina upplevelser har försvagats, inte min tro att det inte finns något liv efter döden, utan min inflexibla attityd till den tron".

## Filosofiska arbeten
Ayer är mest känd för sin verifikationsprincip, så som den formulerats i boken Språk, sanning, logik (Language, Truth, and Logic) från 1936. Han började att skriva boken redan vid 23 års ålder och den publicerades när han var 26. Ayers filosofiska idéer var djupt influerade av de som kom från Wienkretsen samt historiska empirister såsom David Hume. Boken ses idag som en klassiker i 1900-talets analytiska filosofitradition och läses i ofta i samband med filosofistudier runt om i världen.
I vissa hänseenden kan Ayer ses som den filosofiska efterföljaren till Bertrand Russell, och han skrev också två böcker om honom: Russell and Moore: The Analytic Heritage från 1971 och Russell från 1972. Han har också skrivit en introduktionsbok till David Humes filosofi.
Åren 1972–1973 gav Ayer Giffordföreläsningarna vid St Andrews universitet som sedan skulle publiceras som The Central Questions of Philosophy. Han vidhöll fortfarande de åsikter han hade gemensamt med de logiska positivisterna, det vill säga att merparten av det som traditionellt sätt kallas för "filosofi" var frågor som inte kan bedömas som sanna eller falska, detta inkluderade främst metafysiken, teologin och estetiken som således är meningslösa att tala om. Detta gjorde honom impopulär på många av Englands filosofiinstitutioner.
I "The Concept of a Person and Other Essays" från 1963 framförde Ayer omfattande kritik mot Wittgensteins senare språkfilosofi så som den formulerades i Filosofiska undersökningar.
Ayers "sense-datateori" i Foundations of Empirical Knowledge mottog en idag ganska känd kritik från en annan Oxfordsfilosof vid namn J.L. Austin i boken Sense and Sensibilia. Ayer besvarade denna kritik i sin essä "Has Austin Refuted the Sense-data Theory?", som kan läsas i Metaphysics and Common Sense (1969).